# Сен-Ферьоль
Сен-Ферьо́ль (фр. Saint-Ferriol) — коммуна во Франции, находится в регионе Лангедок — Руссильон. Департамент коммуны — Од. Входит в состав кантона Кийан. Округ коммуны — Лиму.
Код INSEE коммуны — 11341.

## Население
Население коммуны на 2008 год составляло 141 человек.
| 1962 | 1968 | 1975 | 1982 | 1990 | 1999 | 2008 |
| ---- | ---- | ---- | ---- | ---- | ---- | ---- |
| 132  | 157  | 145  | 157  | 154  | 147  | 141  |

## Экономика
В 2007 году среди 84 человек в трудоспособном возрасте (15—64 лет) 51 были экономически активными, 33 — неактивными (показатель активности — 60,7 %, в 1999 году было 63,3 %). Из 51 активного работали 40 человек (25 мужчин и 15 женщин), безработных было 11 (3 мужчин и 8 женщин). Среди 33 неактивных 5 человек были учениками или студентами, 18 — пенсионерами, 10 были неактивными по другим причинам.

## Другое
Название коммуны происходит от имении святого Ферреоля Безансонского, проповедовавшего католицизм на юге Франции во II - III веке.